# Giovanni Marangoni

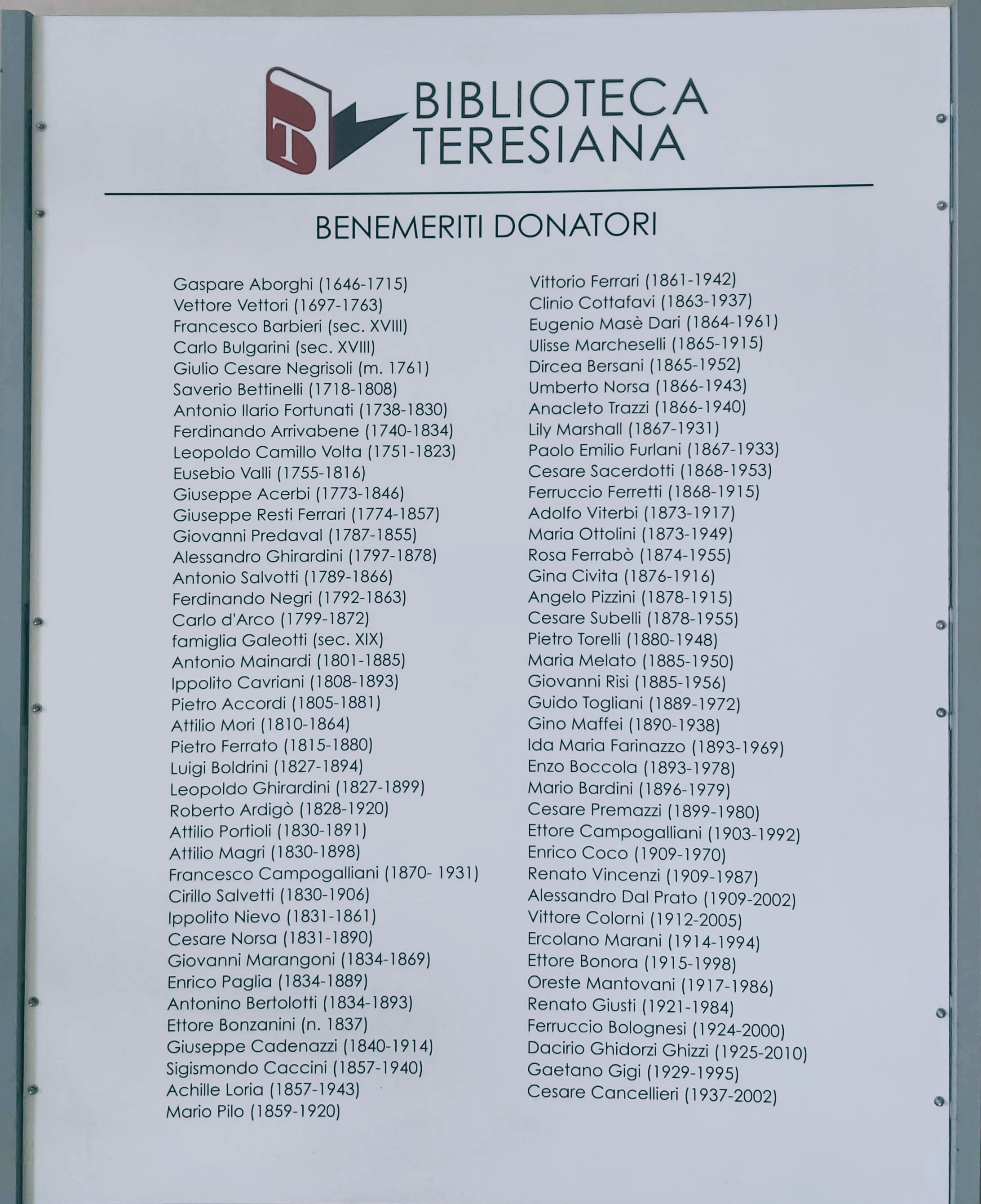
Giovanni Marangoni tra i donatori della Biblioteca Teresiana di Mantova.

Giovanni Marangoni (Mantova, 23 febbraio 1834 – Roma, 18 agosto 1869) è stato un patriota italiano.

## Biografia
Fu cugino del patriota e senatore Giuseppe Tabacchi. Giovanni compì gli studi a Desenzano del Garda e a Mantova per studiare filosofia. Soggiornò per molto tempo a Suzzara, moltissime volte citata nelle sue lettere, e venne in contatto con molte figure significative del 1800.
Da giovane entrò a far parte della “Società della Morte” altro nome del comitato rivoluzionario mantovano guidato da don Enrico Tazzoli, la cui repressione portò al Martirio di Belfiore. L'ostentata fede repubblicana fece sì che le autorità piemontesi lo considerassero elemento sgradito; di qui la decisione, nel novembre 1856, di imbarcarsi come allievo marinaio su un piroscafo sardo diretto a Montevideo. Rientrato a Genova alla fine del 1857, commissionò a un armatore ligure la costruzione di un bastimento da adibire al commercio in Estremo Oriente, ma non ebbe dalla famiglia l'aiuto economico sperato, né ebbe miglior esito il tentativo di coinvolgere nel progetto Nino Bixio.
Marangoni fu uomo dallo spirito azionista e progressista, dedicò anima e corpo alla causa rivoluzionaria. Nell'agosto del 1859 si arruolò, divenendo garibaldino, nell'esercito dell'Italia centrale ma già il mese successivo fu arrestato a Bologna e, scarcerato anche su interessamento di Garibaldi, fu costretto ad espatriare a Lugano e, indesiderato anche alle autorità elvetiche, riparò a Londra dove per breve tempo fu segretario di Giuseppe Mazzini.
Arruolatosi come sottotenente dei Carabinieri genovesi, nell'agosto 1860 raggiunse la Sicilia dove fu aggregato alla divisione comandata da Nino Bixio. Combatté valorosamente a Maddaloni dove fu anche ferito, meritandosi la medaglia d'argento al valore militare.
Lasciato l'esercito nel febbraio 1867 si recò a Roma il 29 settembre 1867 per preparare l'insurrezione contro il potere temporale della Chiesa. Fu arrestato l'11 ottobre 1867 e condannato infine a venti anni di carcere.
Giovanni Marangoni morì in carcere a causa delle cattive condizioni detentive che aggravarono il suo stato di salute. Sepolto nel cimitero romano del Verano, fu commemorato ne Il dovere di Genova e, con particolare calore, da Luigi Settembrini nel quotidiano napoletano Il Piccolo.